# Filous
Filous (stylisé filous), de son vrai nom Matthias Oldofredi, est un musicien autrichien de musique électronique né le 4 mars 1997.

## Discographie
- DAWN (EP, 2015)
- For Love (EP, 2017)